# Arroyo de la Higuera
Arroyo de la Higuera är en ort i Mexiko. Den är belägen i kommunen Culiacán och delstaten Sinaloa, i den västra delen av landet, 1 000 km nordväst om huvudstaden Mexico City. Arroyo de la Higuera ligger 160 meter över havet och antalet invånare är 124.
Terrängen runt Arroyo de la Higuera är platt åt sydväst, men åt nordost är den kuperad. Runt Arroyo de la Higuera är det mycket glesbefolkat, med 6 invånare per kvadratkilometer. Närmaste större samhälle är Sanalona, 8,4 km väster om Arroyo de la Higuera. I omgivningarna runt Arroyo de la Higuera växer huvudsakligen savannskog.
Savannklimat råder i trakten. Årsmedeltemperaturen i trakten är 25 °C. Den varmaste månaden är maj, då medeltemperaturen är 32 °C, och den kallaste är januari, med 20 °C. Genomsnittlig årsnederbörd är 1 047 millimeter. Den regnigaste månaden är september, med i genomsnitt 363 mm nederbörd, och den torraste är april, med 1 mm nederbörd.